# 和平大道站 (卡盧加-里加線)
和平大道站（羅馬化：Prospekt Mira）是莫斯科地鐵卡盧加－里加線的一個車站，設計者是V. Lebedev和P. Shteller，開通於1958年5月1日。在1958年至1971年之前，和平大道站是卡盧加－里加線在南側的起點車站。